# Джон Редвуд
Джон Алан Редвуд (англ. John Alan Redwood; нар. 15 червня 1951, Дувр, Кент, Англія) — британський політик-консерватор, член парламенту від округу Вокінгем з 1987 р. і міністр з питань Уельсу з 1993 по 1995 рр.

## Життєпис
Він здобув освіту у Kent College (Кентербері), навчався в Оксфорді. З 1972 р він є членом All Souls College, Оксфорд. З 2000 р. — запрошений професор Університету Міддлсекса.
З 1974 по 1977 рр. він був інвестиційним аналітиком Robert Fleming & Co. З 1977 по 1978 рр. він був клерком банку NM Rothschild & Sons, ставши менеджером у 1978 р., помічником директора у 1979 р. і директором відділу за кордоном з 1980 по 1983 рр. У 1986 р. він обійняв посаду закордонного директора з корпоративних фінансів і керівником міжнародної (за межами Великої Британії) приватизації.
З 1973 по 1977 рр. він був членом ради графства Оксфордшир. У 1989 р. він став парламентським заступником міністра з корпоративних питань у Міністерстві торгівлі і промисловості, у 1990 р. обійняв посаду державного міністра. Після виборів 1992 р. він був призначений державним міністром з питань місцевого самоврядування.
У 1995 і 1997 рр. він був кандидатом на посаду лідера Консервативної партії.
З 1997 по 1999 рр. — тіньовий міністр торгівлі та промисловості.
З 1999 по 2000 рр. — тіньовий міністр навколишнього середовища, транспорту і регіонів.
З травня по грудень 2005 р. — тіньовий міністр з питань з питань дерегуляції.